# پالن (آلمان)
پالن (به آلمانی: Pahlen) یک شهر در آلمان است که در دیمارشن واقع شده‌است. پالن ۱٬۱۵۴ نفر جمعیت دارد.